# Суперрозповсюджувач
Суперрозповсюджувач (суперпоширювач, суперносій) — людина, що з високою долею імовірності заражає оточуючих у порівнянні зі звичайною інфікованою особою. Не є енциклопедичним чи медичним терміном та немає наукового визначення. Властивість до високого рівня інфікування може бути спричинена як високою активністю суперпоширювача, який контактує з багатьма людьми, так і здатністю до виділення великої кількості інфікуючих частинок (вірусів, бактерій).
Саме суперпоширювачі є джерелом для розповсюдження інфекційних захворювань і виникнення епідемій.
Учені-лінгвісти, що доповнюють оксфордський словник, назвали слово «суперпоширювач» словом жовтня 2020 року у зв'язку з пандемією КОВІД-19.  Науковці з США та Китаю, намагаючись з'ясувати ступінь неоднорідності інфікування коронавірусом, дійшли висновку, що на 15% інфікованих приходиться 80% вторинних інфікувань.

## Суперносії в історії
- На початку 1900-х років ірландська кухарка з Нью-Йорка на ім'я Мері Меллон заразила безліч людей черевним тифом. При тому вона не мала жодних симптомів.
- У 2003 році лікар з провінції Гуандун Лю Цзяньлунь, який лікував пацієнтів хворих на САРС, заразився сам. Незважаючи на симптоми, він поїхав до Гонконгу на сімейне весілля. Він зупинився на дев'ятому поверсі готелю «Метрополь» у Коулуні і заразив 16 гостей готелю, які проживали на одному поверсі з ним. Потім гості подорожували до Канади, Сінгапуру, Тайваню та В’єтнаму, поширюючи ГРВІ, що у подальшому призвело до глобальної епідемії[4].
- У 2015 р. під час епідемії, яку викликав коронавірус близькосхідного респіраторного синдрому (Middle East respiratory syndrome, MERS), 1 хворий заразив 82 особи.
- Під час епідемії еболи в Західній Африці джерелом переважної кількості випадків інфікування (61%) стала невелика група хворих (3%). Після одного лише похорону в червні 2014 року інфекцію підхопили понад 100 осіб, які потім почали заражати інших.
- «Пацієнт 31» — 61-річна жінка з Тегу, яка інфікувала близько 5000 осіб коронавірусом[5].